# Massaker von Borova
Am 6. Juli 1943 begingen Teile der 1. Gebirgs-Division der Wehrmacht das Massaker von Borova. Das Dorf Borova im Süden Albaniens wurde vollständig zerstört und 107 Menschen getötet.

## Massaker
Am 6. Juli 1943 zog die 1. Gebirgs-Division der Wehrmacht von Florina durch das italienisch besetzte Albanien nach Ioannina. Die Wehrmacht befürchtete dort, im Nordwesten Griechenlands, eine Landung der Alliierten. Auf ihrer Fahrt durch Südalbanien von Korça nach Westen wurde eine Wagenkolonne wenig südlich von Borova am Barmash-Pass aus dem Hinterhalt von lokalen albanischen Partisanen unter Führung von Riza Kodheli angegriffen. Diese hatten nicht mit deutschen, sondern mit italienischen Soldaten gerechnet. Mit Unterstützung italienischer Einheiten wurden die Partisanen gegen Abend in die Berge zurückgedrängt.
Noch am Nachmittag des gleichen Tages verübten die Deutschen Vergeltung: Sie zogen mit Flammenwerfern durch Borova und verübten ein Massaker unter der Zivilbevölkerung, erschossen Menschen oder ließen sie in den Häusern verbrennen. Die Dorfbewohner sollen die Partisanen unterstützt haben. Borova hatte damals rund 450 bis 500 Einwohner. Sämtliche 100 Gebäude der Ortschaft – Wohnhäuser, Speicher, Kirchen – wurden von den Soldaten angezündet oder schwer beschädigt. 107 Zivilisten sind bei diesem schwersten Verbrechen der Wehrmacht in Albanien getötet worden – darunter vor allem Kinder, Frauen und Ältere. 47 Opfer waren jünger als 20 Jahre, 23 über 60 Jahre alt. Das jüngste Opfer war nur vier Monate alt, die älteste Getötete 73 Jahre. Dutzende weitere Bewohner wurden verletzt; viele hatten sich zur Zeit des Angriffs noch auf den Feldern befunden.
Im Dorf Barmash südlich des Passes, das später auch noch angegriffen wurde, starben 18 weitere Bewohner. Auch in Leskovik, dem nächstgrößeren Ort 40 Kilometer südlich von Borova, kam es am 8. Juli zu Gefechten zwischen der Wehrmacht und Partisanen, bei denen wahllos auf alle Menschen geschossen und der Ort mehrheitlich zerstört wurde.

## Gedenken

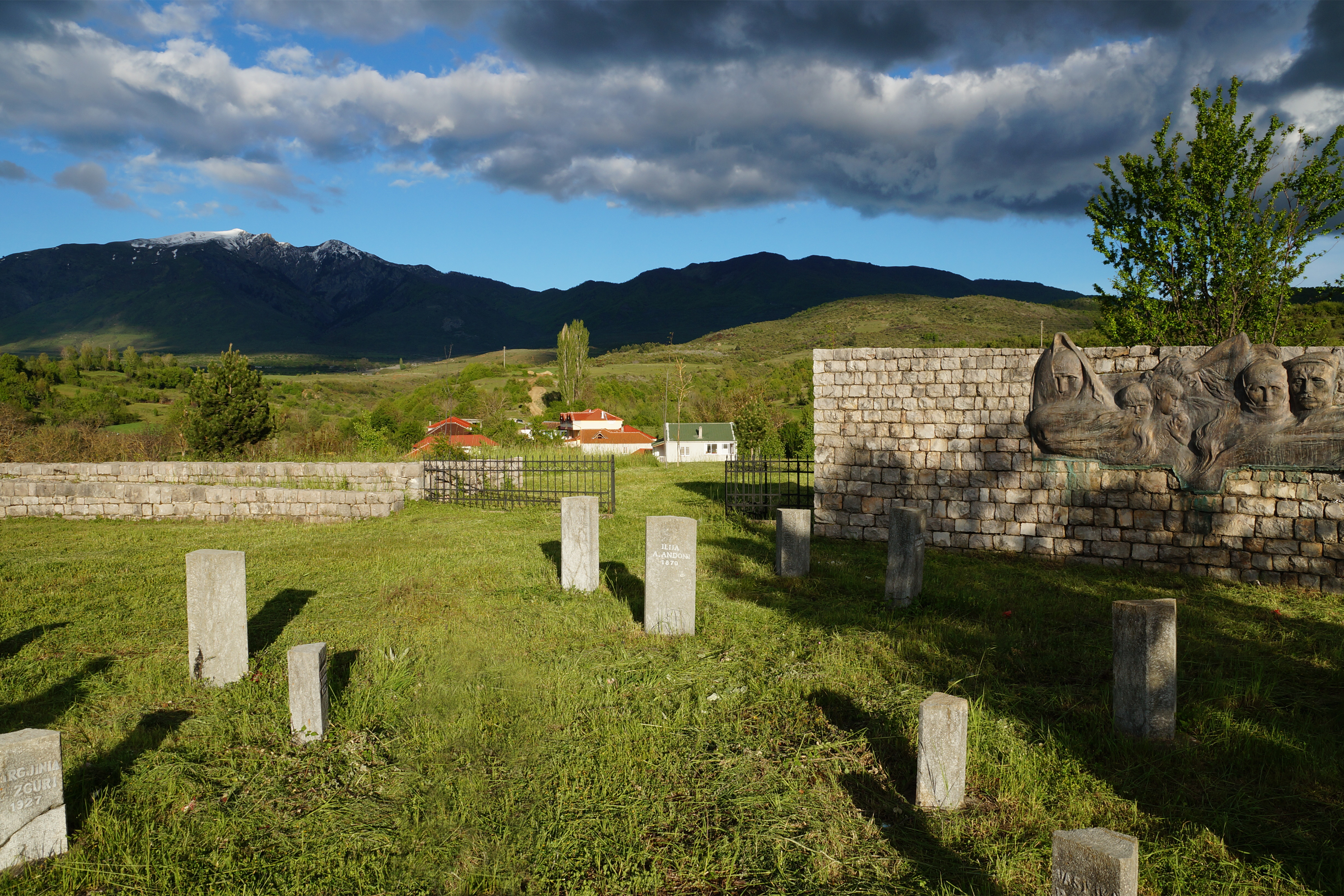
Gedenkstätte, im Hintergrund der Gramoz

Im kommunistischen Albanien wurde das Gedenken an das Massaker aufrechterhalten. Ein Denkmal und ein kleines Museum erinnerten an das Verbrechen. Der Komponist Thoma Gaqi veröffentlichte 1972 eine sinfonische Dichtung namens Borova im Gedenken an die Opfer.
Im demokratischen Albanien ab den 1990er Jahren wird des Partisanenkriegs und des Massakers in Borova kaum mehr gedacht. Das Museum wurde während des Lotterieaufstands 1997 zerstört. Seit 1996 unterstützte die deutsche Botschaft in Tirana das Dorf Borova mit mehreren Infrastrukturprojekten. Der deutsche Botschafter nahm immer wieder an Gedenkveranstaltungen teil. Es gab auch Pläne für einen Neubau der Gedenkstätte, in deren Zentrum heute die 107 Gräber stehen.